# 김달진미술자료박물관
김달진미술자료박물관은 한국미술 형성과정을 확인할 수 있는 조선 말기부터 현재까지의 미술 단행본, 정기간행물, 학회지, 논문, 도록 및 팸플릿, 신문기사까지 방대하고 다양한 소장품을 관리합니다. 또한 박물관 내 자료 열람실을 마련하여 연구자 및 일반인들이 자료를 열람할 수 있도록 개방하고 있습니다.

## 설립목적
김달진미술자료박물관은 한국근현대미술 아카이브 구축을 목표로 우리 근현대미술 사료를 정리하고, 이를 기반으로 국내외에 정확한 미술정보를 제공하기 위해 설립되었습니다. 박물관은 유실되어가는 기억과 실물자료들을 끊임없이 수집하여, 이를 전시 개최와 단행본 발간과 연결하고 있습니다. 이를 통해 기억과 자료에 새로운 가치를 부여하고, 나아가 한국미술의 서사구조 강화에 이바지하고자 합니다.

## 특징
한국미술 형성과정을 확인할 수 있는 조선 말기부터 현재까지의 미술 단행본, 정기간행물, 학회지, 논문, 도록 및 팸플릿, 신문기사까지 방대하고 다양한 소장품을 관리합니다. 또한 박물관 내 자료 열람실을 마련하여 연구자 및 일반인들이 자료를 열람할 수 있도록 개방하고 있습니다.

## 소장품 특징 및 규모
한국근현대미술 대표작가 파일 360여 권, 미술교과서 300여 점, 미술 학회논문 및 학위논문 2,000여 권, 미술정기간행물 10,000여 권, 미술단행본 및 화집 10,000여 권, 전시팸플릿 및 리플릿 20,000여 점 등

## 교육프로그램
기획전 관련 체험프로그램(7-9월) 제공
아트아카이브 구축 및 활용에 대한 강연프로그램(7-9월) 제공

## 연혁
2008 김달진미술자료관 서울시 2종 전문박물관 등록(제81호)

```
    박물관 개관전 《미술 정기간행물 1921-2008》展
```

2009 김달진미술자료박물관 후원회 창립총회 개최 /《미술인의 운문과 산문》展
```
    마포구 창성동 이전
```

2010 《해방 전후戰後 비평과 책》展 《기록, 자료 그리고 아카이브》展
2011 《1950년대 이후 한국현대미술의 해외진출_전개와 위상》展 《한국 근현대 미술 교육자료》展
2012 《외국미술 국내전시 60년 : 1950-2011》展《한국화가 유양옥선생 기증자료》展
2013 《한국미술단체 100년》展 《한국근현대 미술교과서》展
2014 《한국미술 공모전의 역사》展
```
    종로구 홍지동 이전(현 김달진미술자료박물관)
```

《아카이브 스토리》展

2015 《한국미술전시공간의 역사》展 《박돈 작품&아카이브-기억의 편린》展
2016 《한국 추상미술의 역사》展 《작가가 걸어온 길-화가와 아카이브》展
2017 《20세기 한국화의 역사》展 《김형구 작품&아카이브-서정의 풍경》展
2018 《한국 미술평론의 역사》展 《아카이브 10년》展
2019 《反芻 반추상:1999-2004 작고미술인전》展 《미술을 읽다-한국 미술잡지의 역사》展
2020 《남겨진, 미술, 쓰여질, 포스터》展 《나에게로 떠나는 여행: 외국 연구자의 한국미술 연구》展
2021 《아트 오브 도플갱어: 윤진섭》展 《다시 내딛다:2005-2009 작고미술인전》展
2022
《소장품 연계교육 전시: 빛, 아름답고 찬란한》展
《소장품 연계교육 전시: 형상, 표정 짓다》展
《한국독일미술교류사: 어두운 밤과 차가운 바람을 가르다》展

## 시설
지하1층 : 다목적실

지상1층 : 전시 및 세미나실

지상2층 : 자료실 및 관장실

지상3층 : 학예실 및 사무실

## 이용안내
■ [관람시간] 주중: 10:00-17:00, 토요일: 10:00-14:00, 휴관: 일요일 및 공휴일

■ [관람료] 무료관람